# Trisopsis nana
Trisopsis nana är en tvåvingeart som först beskrevs av Jean-Jacques Kieffer 1911.  Trisopsis nana ingår i släktet Trisopsis och familjen gallmyggor.
Artens utbredningsområde är Seychellerna. Inga underarter finns listade i Catalogue of Life.